# 바티스타 프랑코 베네치아노

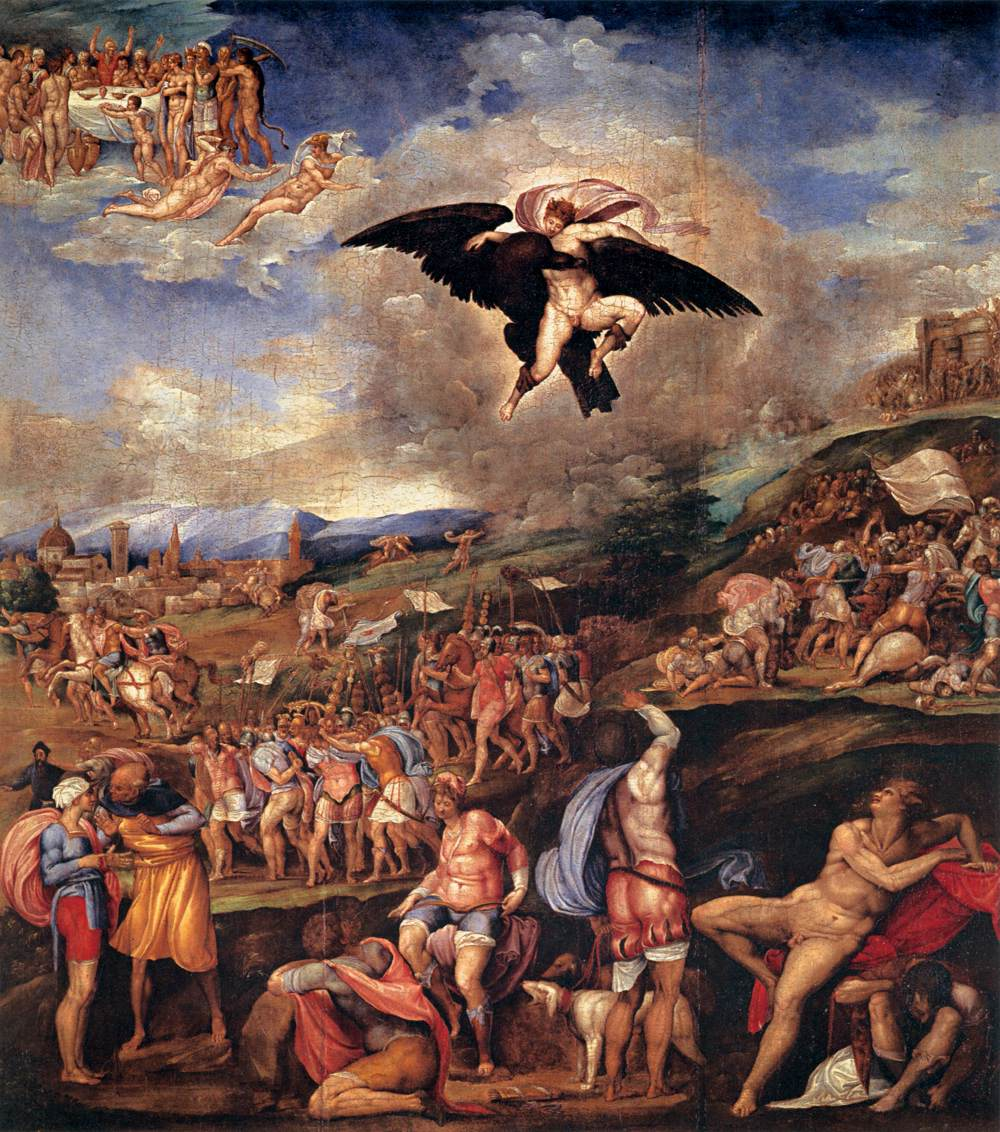
《몬테무를로 전투》, 1537년경, 우피치 미술관

바티스타 프랑코 베네치아노(Battista Franco Veneziano, 1510년경~1561년), 16세기 중반 로마, 우르비노, 베니스에서 활동한 이탈리아의 매너리즘 화가이자 이자 에칭 판화가였다. 세례명은 조반니 바티스타 프랑코(Giovanni Battista Franco)였으며 일 세몰레이(il Semolei)또는 바티스타 프랑코(Battista Franco)로도 알려져 있다.
바티스타 프랑코 베네치아노는 베니스 출신이었으나 20대에 로마로 왔다. 그는 현재 피티 궁전에 소장되어 있는 《몬테무를로 전투》의 우화화(1537)와 산 조반니 데콜라토 성당에 《세례자 요한의 체포》프레스코화(1541)를 그렸다. 그는 1545년부터 1551년까지 우르비노에서 그림을 그렸다. 그는 지롤라모 젠가와 함께 페데리코 바로치의 멘토 중 한 명이었을 것으로 추정된다. 매너리즘 스타일의 그의 그림은 미켈란젤로에게 많은 영향을 받았지만, 그의 드로잉과 에칭은 훨씬 더 생동감과 독창성을 가지고 있다. 그는 베니스로 돌아와서 마르차나 도서관의 천장 프레스코화를 그리는 데 기여했다. 그는 베니스의 산 프란체스코 델라 비냐 교회의 그리마니 예배당 벽과 천장에 장식할 일련의 패널을 그렸는데, 그중에는 바르바로 저택의 《그리스도의 세례식》도 있다. 그는 공작궁에 있는 《나사로의 부활》을 그렸다. 그는 에칭가이자 출판업자인 자코모 프랑코(1550~1620)의 아버지이다.

## 작품

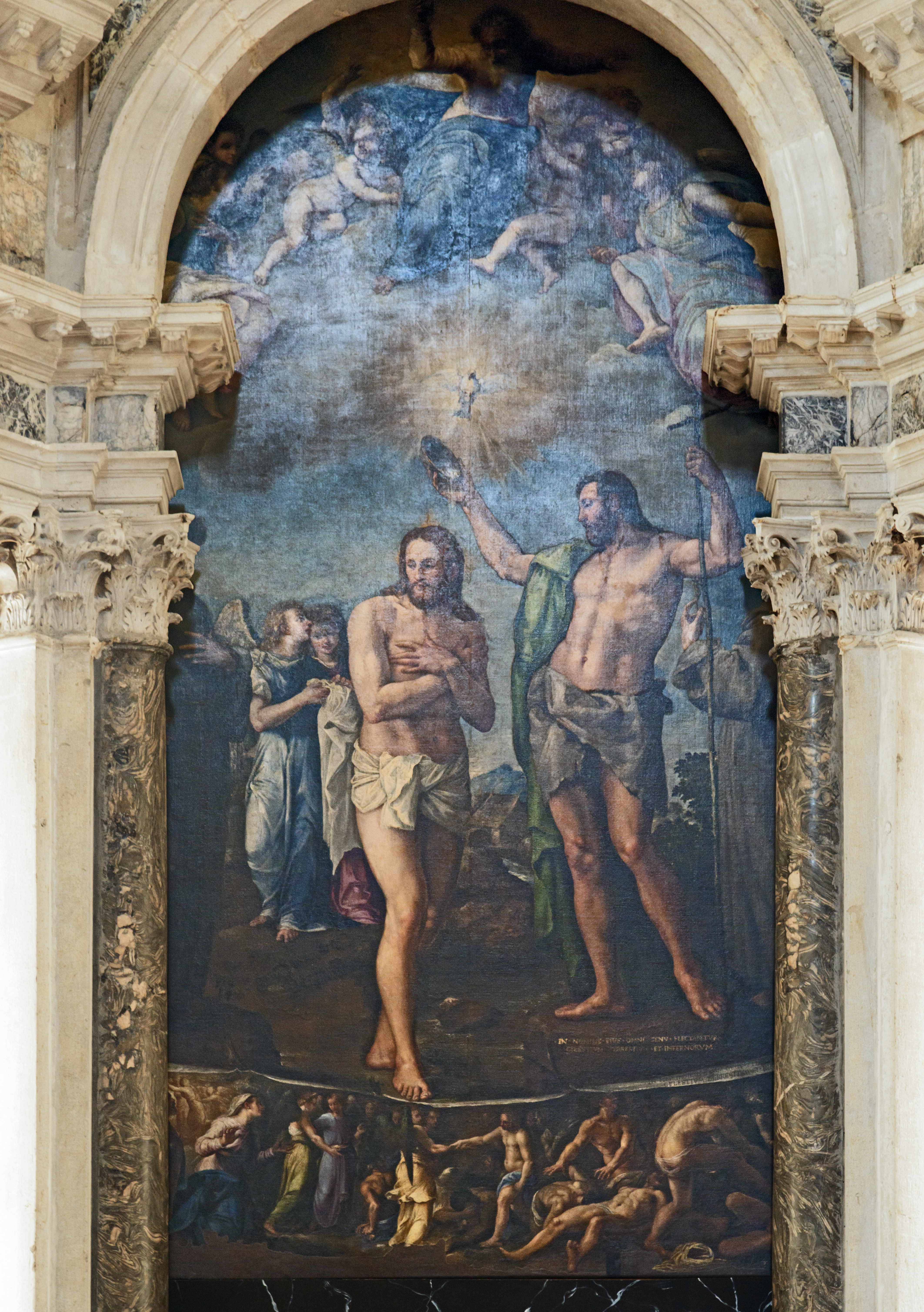
《그리스도의 세례식》, 산 프란체스코 델라 비냐 교회
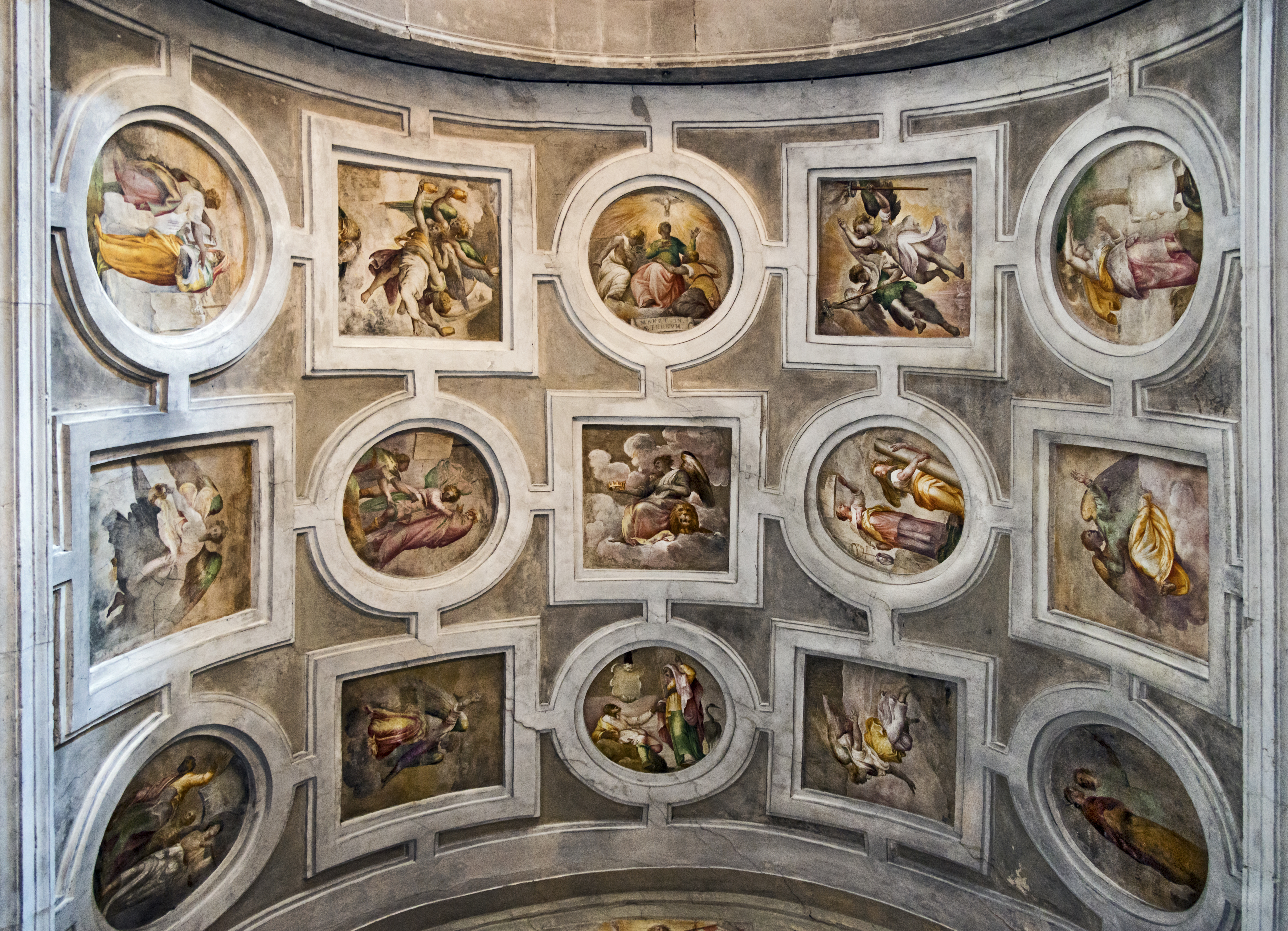
산 프란체스코 델라 비냐 교회의 그리마니 예배당 천장에 그린 패널
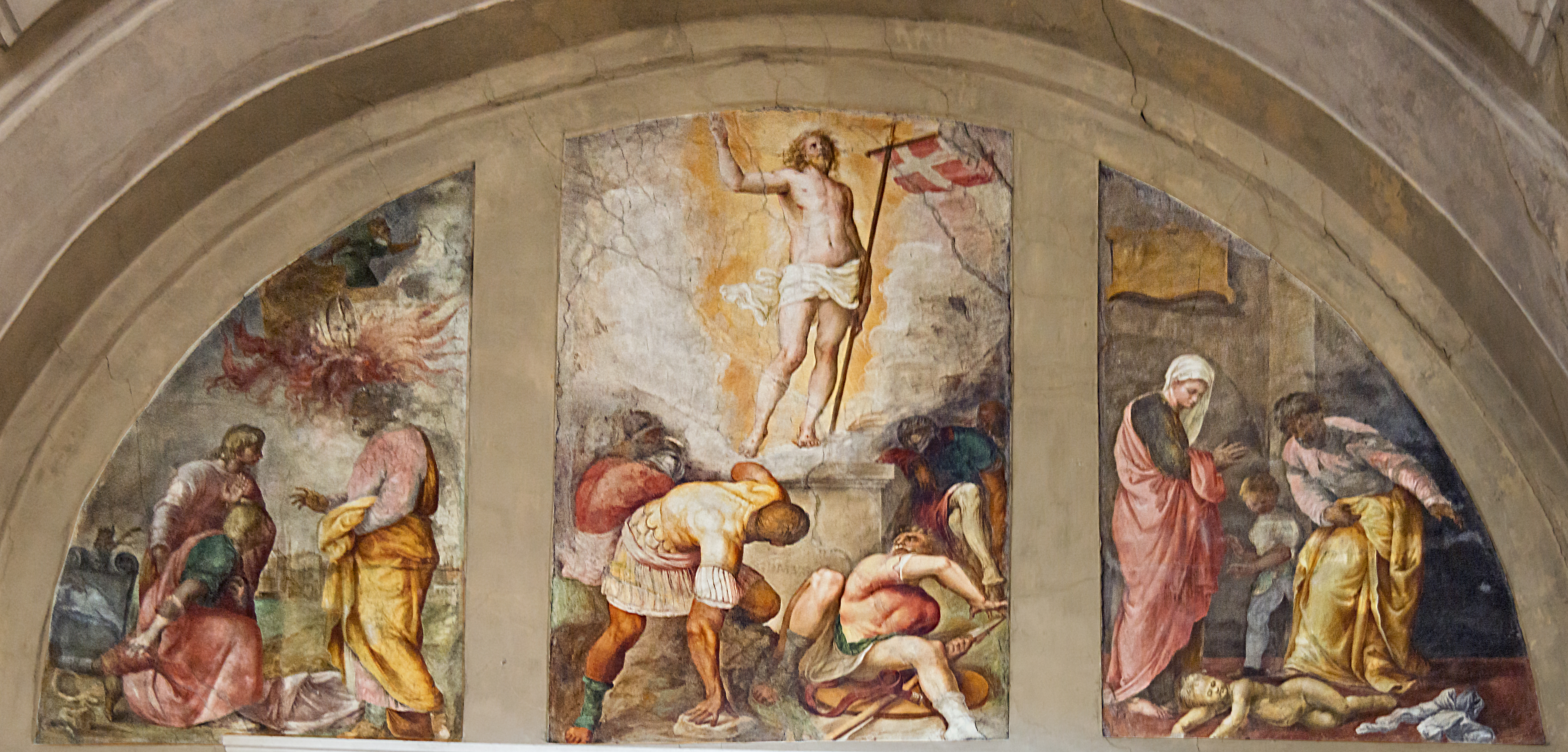
산 프란체스코 델라 비냐 교회의 그리마니 예배당의 프레스코화
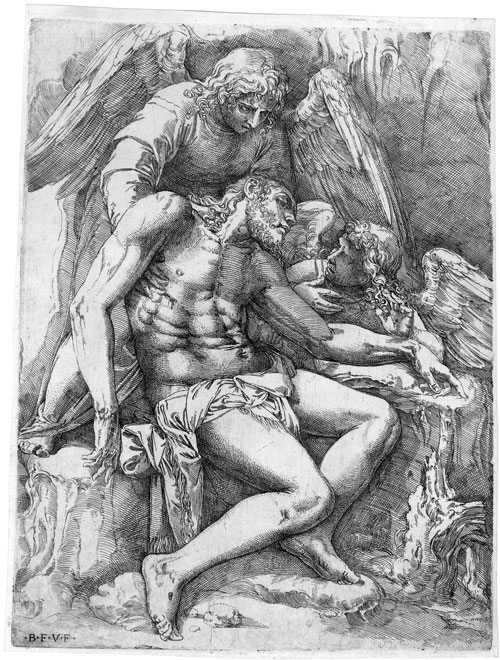
《천사들의 부축을 받는 죽은 그리스도》, 에칭, 26.3 x 20.4cm
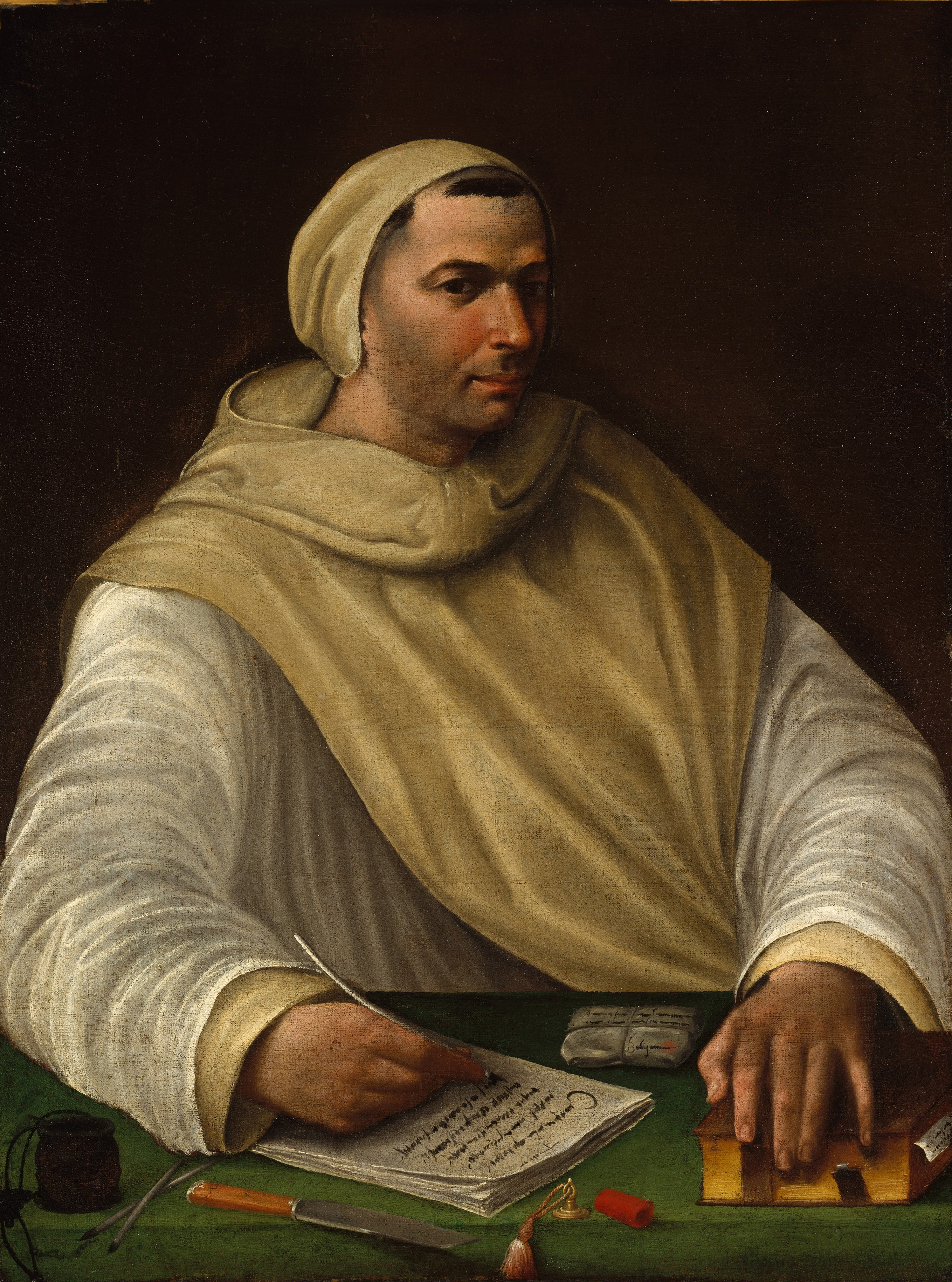
올리베탕 수도사의 초상화, 메트로폴리탄 미술관